# Кувен
Кувен (на френски: Couvin) е град в Южна Белгия, окръг Филипвил на провинция Намюр. Населението му е около 13 500 души (2006).